# The Sea Master
The Sea Master è un film muto del 1917 diretto da Edward Sloman che aveva come interpreti William Russell, Francelia Billington, George Fisher, Joe King.

## Trama
Per mantenere l'ordine a bordo della sua nave, la Croce del Sud, il capitano Bull Dorgan fa battere Pedro, un marinaio che gli provoca sempre dei problemi. Mentre l'imbarcazione veleggia alla volta della Costa dei barbari, Pedro giura di vendicarsi. A terra, Bull sente dal saloon provenire le grida di Emily Gordon. Accorso in suo aiuto, la salva dal proprietario. La prende con sé e la porta insieme a Hugh, un ministro del culto, sulla sua nave in partenza.

Bull si rifiuta di credere che Emily fosse nel cabaret a trovare un'amica in fin di vita, ma sopraffatto dalla passione che lei gli suscita, costringe Hugh a sposarli.

Quando Emily, nove mesi più tardi, mette poi al mondo un bambino, Pedro insinua che il piccolo sia figlio di Hugh. Turbato da quell'accusa, il capitano va da Emily e la trova in una situazione compromettente con il pastore. Pedro, approfittando della confusione in cui si trova Bull, istiga l'equipaggio ad ammutinarsi ma Bull riesce a riprendere il controllo della nave.

Volendo lasciare libera Emily, Bull le permette di ritornare a terra. Ma lei, vedendo l'amore che lui dimostra per il loro bambino, decide di restargli ancora accanto.

## Produzione
Il film fu prodotto dalla American Film Company.

## Distribuzione
Distribuito dalla Mutual, il film uscì nelle sale cinematografiche statunitensi il 22 ottobre 1917. Il 13 settembre 1920, fu distribuito in Svezia con il titolo Herre på skutan; il 25 ottobre dello stesso anno, uscì anche in Danimarca come Mysteriet paa den sorte Skonnert.